# Renskäret
Renskäret, soms ook Renskär of Getskär-Renskär genoemd, is een Zweeds eiland behorend tot de Kalix-archipel. Op het eiland staat een enkel overnachtinghuisje. Van noordwest naar zuidoost loopt een pad over het eiland. Het eiland heeft inmiddels wat andere eilanden aan zich verbonden: Rönngrundet, Getskärsgrynnan en Getskäret zijn inmiddels met Renskäret vergroeid. Op het eiland ligt ook een labyrint. Aan de zuidpunt is een visserskamp.
Bastagrundet · Blackgrundet · Blåhällan · Bredskäret · Grisselklubben · Ligogrunnan · Likskäret (Kalix) · Likskärsgrynnan · Likskärshällan · Likskärsrevet · Lillbådan · Långgrundet (west) · Mellanbrottet · Mellangrundsbotten · Olnilsbrottet · Per-Jönsagrynnan · Pölgrynnan · Renskäret · Splitterören · Storbrottet · Storbådan · Trollen (Kalix) · Yrstenen